# Australia Cup (1963)
Australia Cup 1963 – druga edycja australijskiego krajowego pucharu piłkarskiego Australia Cup. W rozgrywkach wzięło udział 24 drużyn z pięciu stanów: Australia Południowa, Nowa Południowa Walia, Queensland, Tasmania i Wiktoria. W ramach rozgrywek zostały przeprowadzone cztery rudny eliminacyjne (runda I, runda II, ćwierćfinał, półfinał), z których zwycięska para wchodziła do finału a pokonana para rozgrywała spotkanie o III. miejsce. Zwycięzcą rozgrywek Australia Cup została drużyna Port Melbourne Slavia, która pokonała w finale drużynę Polonia Melbourne. Trzecie miejsce zdobyła drużyna Adelaide Juventus.

## Uczestnicy Australia Cup 1963
| - APIA Leichhardt (FNSW) - Pan Hellenic (FNSW) - South Coast United (FNSW) - Sydney Prague (FNSW) - Newcastle Austral (NNSWF) - Toronto Awaba (NNSWF) - Wallsend (NNSWF) - West Wallsend (NNSWF) - Footscray JUST (FFV) - George Cross (FFV) - Polonia Melbourne (FFV) - Port Melbourne Slavia (FFV) |  | - Adelaide Budapest (FFSA) - Adelaide Croatia (FFSA) - Adelaide Juventus (FFSA) - Adelaide Polonia (FFSA) - Brisbane Azzurri (FQ) - Brisbane Hellenic (FQ) - Latrobe (FQ) - Merton Rovers (FQ) - Hobart Rangers (FFT) - Launceston Juventus (FFT) - Olympia (FFT) - Ulverstone (FFT) |

W rozgrywkach wzięło udział 24 drużyn z sześciu federacji stanowych:
- Football NSW (FNSW, Nowa Południowa Walia): 4 drużyny;
- Football Federation Victoria (FFV, Wiktoria): 4 drużyny;
- Football Federation South Australia (FFSA, Australia Południowa): 4 drużyny;
- Football Queensland (FQ, Queensland): 4 drużyny;
- Northern NSW Football (NNSWF, północna część Nowej Południowej Walii): 4 drużyny;
- Football Federation Tasmania (FFT, Tasmania): 4 drużyny.

## Rozgrywki

### Runda I
|  | Brisbane Hellenic | 4 – 2Raport | Merton Rovers | Brisbane |
|  |                   |             |               |          |

Inne źródła podają wynik spotkania Brisbane Hellenic – Merton Rovers 4:0.
| 29 września 1963 | Toronto Awaba | 6 – 5Raport | West Wallsend | Newcastle |
|                  |               |             |               |           |

| 29 września 1963 | Newcastle Austral | 3 – 0Raport | Wallsend | Newcastle |
|                  |                   |             |          |           |

|  | Brisbane Azzurri | 1 – 0Raport | Latrobe | Brisbane |
|  |                  |             |         |          |

|  | Olympia | 3 – 2Raport | Launceston Juventus | Tasmania |
|  |         |             |                     |          |

|  | Hobart Rangers | 1 – 0Raport | Ulverstone | Tasmania |
|  |                |             |            |          |

Inne źródła podają wynik spotkania Hobart Rangers – Ulverstone 5:1.
|  | Adelaide Juventus | 6 – 0Raport | Adelaide Polonia | Adelaide |
|  |                   |             |                  |          |

|  | Adelaide Budapest | 3 – 0Raport | Adelaide Croatia | Adelaide |
|  |                   |             |                  |          |

### Runda II
|  | Brisbane Hellenic | 3 – 2Raport | Toronto Awaba |  |
|  |                   |             |               |  |

|  | Brisbane Azzurri | 1 – 0Raport | Newcastle Austral |  |
|  |                  |             |                   |  |

| 5 października 1963 | Port Melbourne Slavia · J. Auchie k.' · D. Palmer · T. Harper | 4 – 3 (dog.)Raport | Footscray JUST · T. Stankovic · M. Pejovic | Olympic Park Stadium, Melbourne |
|                     |                                                               |                    |                                            |                                 |

Drużyna Port Melbourne Slavia wygrała mecz po dogrywce po złotym golu strzelonym przez Tommy’ego Harpera w piątej części dogrywki trwającej 5 minut (dogrywka składała się z 6 części trwających 5 minut).
| 6 października 1963 | Polonia Melbourne | 0 – 0 (dog.) k. 4:3Raport | George Cross | Olympic Park Stadium, Melbourne |
|                     |                   |                           |              |                                 |

Dogrywka rozgrywana była w formacie 6 części, każda z części trwała 5 minut. W dogrywce o wygranej decydował złoty gol. Jako że żadna z drużyn nie strzeliła gola o wygranej decydowały rzuty karne. Rzuty karne trwały pięć serii i wykonywane były przez kapitanów każdej drużyny, byli to: Vic Janczyk z Polonii Melbourne oraz Don Hodgson z George Cross.
| 7 października 1963 | Sydney Prague · S. Sherwin · N. Badaracco | 2 – 1 (dog.)Raport | Pan Hellenic · D. Logan | Wentworth Park, Sydney Widzów: 6 002 |
|                     |                                           |                    |                         |                                      |

Drużyna Sydney Prague wygrała mecz po dogrywce po złotym golu strzelonym przez Norberto Badaracco w trzeciej części dogrywki trwającej 5 minut (dogrywka składała się z 6 części trwających 5 minut).
|  | APIA Leichhardt | 2 – 0Raport | South Coast United |  |
|  |                 |             |                    |  |

|  | Olympia | 5 – 1Raport | Hobart Rangers | Tasmania |
|  |         |             |                |          |

|  | Adelaide Juventus | 3 – 1Raport | Adelaide Budapest | Adelaide Sędzia: Bill Hosie |
|  |                   |             |                   |                             |

### Ćwierćfinały
| 12 października 1963 | Adelaide Juventus · T. Donnelly · T. Crawford · F. Pagani | 3 – 0Raport | Olympia | Thebarton Oval, Adelaide Widzów: 5 000 Sędzia: Roger Lamb |
|                      |                                                           |             |         |                                                           |

| 13 października 1963 | Sydney Prague · L. Scheinflug · N. Badarocco · B. Tristram | 5 – 2Raport | Brisbane Hellenic · B. Vogler · G. McMillan | Wentworth Park, Sydney Widzów: 2 100 Sędzia: R. Roth |
|                      |                                                            |             |                                             |                                                      |

| 13 października 1963 | Port Melbourne Slavia · H. McMeechan · D. Palmer · T. Harper | 3 – 1Raport | APIA Leichhardt · J. Giacometti | Olympic Park Stadium, Melbourne Widzów: 11 000 Sędzia: Gardiner |
|                      |                                                              |             |                                 |                                                                 |

Według relacji w The Age frekwencja na meczu wynosiła 15 000 widzów.
| 13 października 1963 | Brisbane Azzurri | 0 – 3Raport | Polonia Melbourne · L. Vella · E. Zientara · M. Jurecki | Brisbane Exhibition Ground, Brisbane Widzów: 7 300 Sędzia: K. Irwin |
|                      |                  |             |                                                         |                                                                     |

### Półfinały
| 19 października 1963 | Adelaide Juventus | 0 – 2Raport | Port Melbourne Slavia · H. McMeechan · D. Palmer | Thebarton Oval, Adelaide Widzów: 6 500 Sędzia: Tony Boskovic |
|                      |                   |             |                                                  |                                                              |

| 20 października 1963 | Polonia Melbourne · E. Jankowski · V. Janczyk · M. Jurecki | 3 – 1Raport | Sydney Prague · k.' L. Scheinflug | Melbourne Showgrounds, Melbourne Widzów: 10 500 Sędzia: Bill Hosie |
|                      |                                                            |             |                                   |                                                                    |

Według relacji w The Age frekwencja na meczu wynosiła 14 000 widzów, natomiast The Sydney Morning Herald podawał 15 000 widzów.

### Mecz o III. miejsce
| 27 października 1963 | Sydney Prague · D. Tracey | 1 – 2Raport | Adelaide Juventus · L. Govelli · T. Donnelly | Wentworth Park, Sydney Widzów: 2 000 Sędzia: W. Vernon |
|                      |                           |             |                                              |                                                        |

### Finał
| 27 października 1963 | Port Melbourne Slavia | 0 – 0Raport | Polonia Melbourne | Olympic Park Stadium, Melbourne Widzów: 12 500 Sędzia: Tony Boskovic |
|                      |                       |             |                   |                                                                      |

Według relacji w The Age frekwencja na meczu wynosiła 15 500 widzów. Dogrywka niebyła rozgrywana dlatego mecz finałowy został powtórzony.

#### Mecz powtórzony
| 3 listopada 1963 | Port Melbourne Slavia · D. Palmer 81' 85' 104' | 3 – 2 (dog.)Raport | Polonia Melbourne · k. 19' V. Janczyk · 61' M. Jurecki | Olympic Park Stadium, Melbourne Widzów: 9 000 Sędzia: Tony Boskovic |
|                  |                                                |                    |                                                        |                                                                     |

Dogrywka trwała dwa razy po 15 minut.
| Zdobywca Australia Cup 1963               |
| ----------------------------------------- |
| Port Melbourne Slavia 1. tytuł w historii |